# 1812 dans les départements réunis
Chronologie de la France
- 1808
- 1809
- 1810
- 1811
- 1812
- 1813
- 1814
- 1815
- 1816

## Chronologie
- 28 février : catastrophe minière près de Liège (Société du Beaujonc)[1].

## Culture

### Architecture

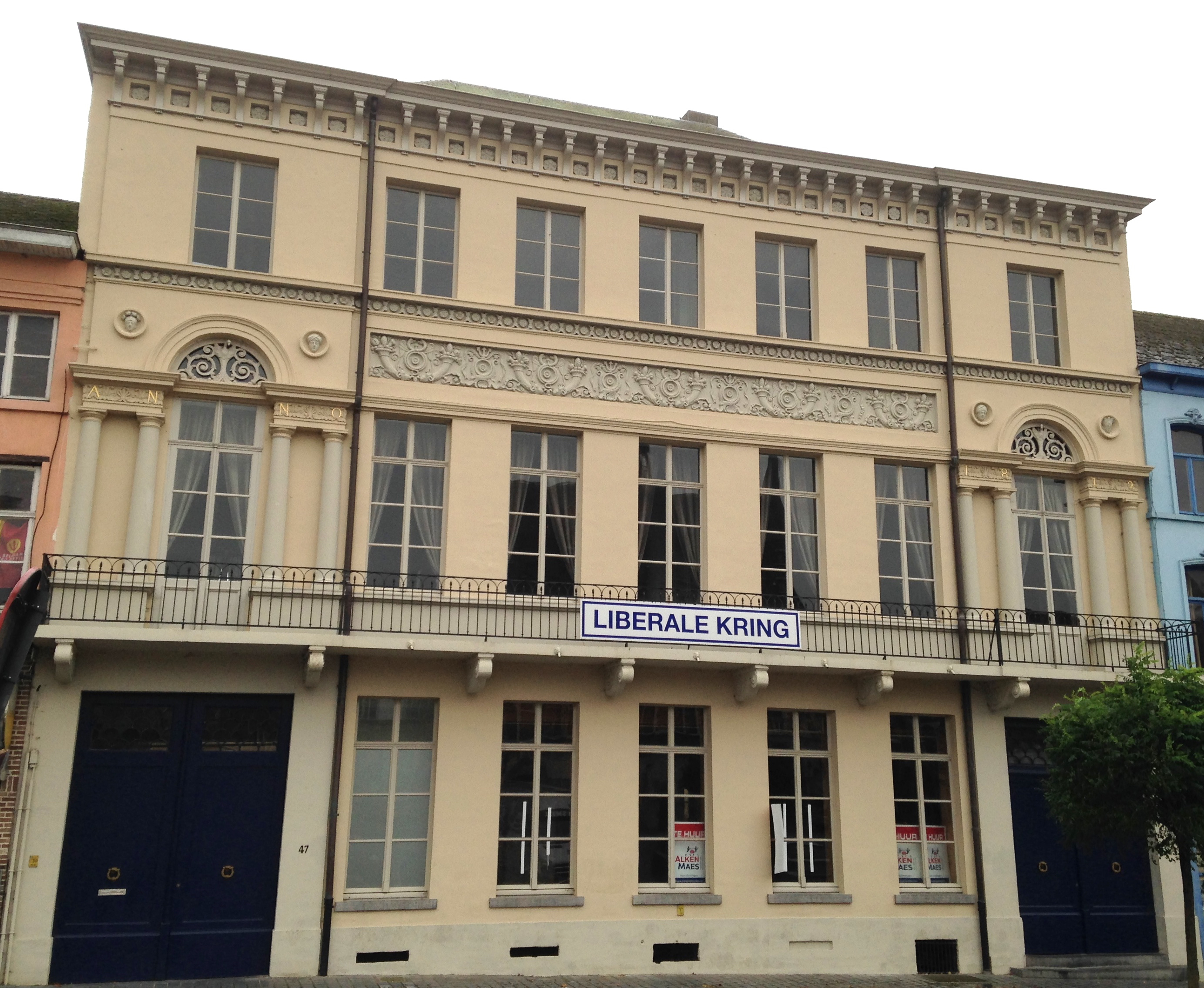
Cercle libéral de Grammont (style Empire)

## Naissances
- 25 janvier : Pierre De Decker, écrivain et homme politique belge († 4 janvier 1891).
- 24 avril : Walthère Frère-Orban, homme politique belge († 2 janvier 1896).
- 25 septembre : Jean-Baptiste Singelée, violoniste, chef d'orchestre et compositeur belge († 29 septembre 1875).